# Paradoxornis flavirostris
Paradoxornis flavirostris е вид птица от семейство Sylviidae. Видът е световно застрашен, със статут Уязвим.

## Разпространение
Видът е разпространен в Индия.